# Astylopsis perplexa
Astylopsis perplexa är en skalbaggsart som först beskrevs av Samuel Stehman Haldeman 1847.  Astylopsis perplexa ingår i släktet Astylopsis och familjen långhorningar. Inga underarter finns listade.